# Výtvarné umění

Mona Lisa, Leonardo da Vinci (1452–1519

Výtvarné umění je umění především vizuální, ale také haptické. O základním třídění rozhoduje přítomnost praktické funkce, rozlišujeme proto umění volné a užité. Volné lze dělit na zobrazovací umění, neboli mimetické umění a abstraktní umění. Dále se nabízí celá řada faktorů vedoucích k různým tříděním (lidové umění,  zakázkové, církevní atd.).
Hlavními obory výtvarného umění jsou malířství, sochařství, architektura, fotografie atd. V současném umění se rozdíl mezi výtvarnými druhy stírá. Objevují se nové techniky, dochází k mísení. Vytváří se nové výtvarné techniky. Nejkontroverznější z nich je například performance. Výtvarné umění produkují výtvarní umělci, teoreticky se jím zabývají historici umění. Od pouhého řemesla dělí výtvarné umění především originální vklad autora, snaha oslovit diváka, sdělovat, nechat jej „prožít“ obdobné emoce, které vedly autora k vytvoření díla.
Výtvarné umění existuje odjakživa. Nejstarší rytiny vytvářeli snad již zástupci druhu Homo erectus a neandrtálci. Paleolitičtí zástupci moderního člověka (Homo sapiens) po sobě zanechali rozsáhlé jeskynní malby.
Pro nedestruktivní průzkum uměleckého díla se užívají různé metody, např. rentgenová radiografie.

## České informační systémy a databáze o výtvarném umění
Dostupnost a kvalita informací o umění je důležitá nejen pro badatelskou činnost, ale také pro vzdělávání a osvětu. Informace jsou k dispozici jak v klasických, tak v digitálních médiích. Oba typy provází různé přednosti a nevýhody, které je možné propojením eliminovat. Zejména u digitálních databází je znakem kvality on-line propojení vnitřní i vnější. Nedostatkem univerzálních souborů je někdy menší či větší omezení dat vztahujících se k architektuře a fotografii, někdy dokonce i k celému užitému umění. Propojení s dalšími typy vizuální tvorby (video, kinematografie) někdy neumožňuje kvalitní vyhledávání hraničních jevů. Podobný problém nastává i v datech o autorských dílech, která jsou roztroušena ve sbírkách, archívech či jen v obecném majetku velmi různorodých subjektů. Optimálně funkční komplexní systém a s ním spojenou terminologii, jaké byly v 90. létech podle doporučení CIDOC/ICOM připraveny, však nelze vzhledem k institucionální a někdy i oborové rozrůzněnosti aplikovat.

### České výtvarné umění
Univerzální výběrová knižní encyklopedie obsahující osoby umělců i teoretiků, události, instituce i předměty od nejstarších dob po 80. léta 20. století vztahující se k českému území.
Horová, Anděla: Nová encyklopedie českého výtvarného umění, Academia Praha, 1995      

### Přehled českých teoretiků umění
Specializovaná knižní encyklopedie, která zahrnuje většinu osob působících v oboru do konce 20. století. Obsah encyklopedie tvoří otevřená koncepce, která dávala prostor každému, kdo se teoreticky veřejně výrazněji projevil.
Slavíček, Lubomír (ed.), Slovník historiků umění, výtvarných kritiků, teoretiků a publicistů v českých zemích a jejich spolupracovníků z příbuzných oborů (asi 1800–2008). Praha, Academia 2016.

### AbArt
Univerzální internetová otevřená encyklopedie obsahující osoby umělců i teoretiků, události, instituce i předměty od nejstarších dob po 80. léta 20. století vztahující se k českému území. Východiskem zpracování dat je archív katalogů výstav a dalších tiskovin zaměřených na výtvarné umění. Rozvoj databáze je závislý na výši finančních dotací. Její předností je otevřenost, která neklade subjektivně vytvořené překážky ke sběru dat.
https://cs.isabart.org/

### Wikipedie
Data k výtvarnému umění jsou nedílnou součástí celku encyklopedie. Předností je zde otevřenost, vyšší stupeň propojenosti, velký potenciál postupného rozvoje bez ohledu na finanční krytí, nedostatkem nerovnoměrný rozvoj, málo systémová kategorizace dat i terminologie a také skutečnost, že wikipedie nemá smluvní vztahy s vydavateli encyklopedií, které by jí umožnily snadné převzetí kvalitně zpracovaných encyklopedických hesel.

### Artlist
Univerzální výběrová internetová encyklopedie obsahující osoby umělců i teoretiků, předměty a některé instituce vztahující se k českému území se snahou časově navázat na Novou českou encyklopedii výtvarného umění. Nedostatečné finanční zajištění však brání plynulému rozvoji a nedostatek nadhledu, resp. tolerance k alternativám narušuje kvalitní komplexnost.
https://www.artlist.cz/